# S/2007 S 9
S/2007 S 9 ist einer der kleineren äußeren Monde des Planeten Saturn.

## Entdeckung und Benennung
S/2007 S 9 wurde am 21. März 2007 durch die Astronomen Scott Sheppard, David Jewitt, Jan Kleyna, Edward Ashton und Brett Gladman auf Aufnahmen entdeckt, die mit dem 8,2-m-Subaru-Teleskop am Mauna-Kea-Observatorium angefertigt wurden. Aus diesem Zeitraum konnten 61 weitere Saturnmonde nachgewiesen werden; die Entdeckung wurde am 16. Mai 2023 bekannt gegeben, der Mond erhielt die vorläufige Bezeichnung S/2007 S 9.
Der Beobachtungszeitraum von S/2007 S 9 erstreckt sich vom 2. Februar 2006 bis zum 24. Juni 2020; es liegen insgesamt 22 Beobachtungen über einen Zeitraum von 14 Jahren vor.

## Bahneigenschaften
S/2007 S 9 umkreist Saturn in drei Jahren und 4,7 Tagen auf einer elliptischen, retrograden Umlaufbahn zwischen 14.753.300 km und 26.342.750 km Abstand zu dessen Zentrum. Die Bahnexzentrizität beträgt 0,282, die Bahn ist 156,7° gegenüber dem Äquator von Saturn geneigt.
Der Mond ist Bestandteil der sogenannten Nordischen Gruppe von Saturnmonden, die den Planeten mit Bahnneigungen zwischen 145,2° und 177,5° und Bahnexzentrizitäten zwischen 0,130 und 0,580 retrograd umrunden.

## Physikalische Eigenschaften
S/2007 S 9 besitzt einen Durchmesser von etwa 2 km. Die absolute Helligkeit des Mondes beträgt 16,1 m.